# Anastasios Triantafyllou
Anastasios Triantafyllou (* 30. Mai 1987 in Iraklio) ist ein griechischer Gewichtheber.

## Karriere
Triantafyllou wurde 2007 Junioren-Vize-Europameister und Fünfter bei den Junioren-Weltmeisterschaften. 2008 nahm er an den Olympischen Spielen in Peking teil. In der Gewichtsklasse bis 94 kg erreichte er den 15. Platz.
Bei den Europameisterschaften 2009 in Bukarest war er zunächst Siebter im Stoßen.
Festgestellt wurde hier allerdings ein Methylhexanamin positiven Dopingtest – er wurde daher disqualifiziert. Der Weltverband IWF sperrte ihn für zwei Jahre.